# Christmas in Spiceworld
Christmas in Spiceworld Tour – trzecia brytyjska trasa koncertowa grupy Spice Girls, która odbyła się w grudniu 1998 r. Obejmowała osiem koncertów: cztery w Manchesterze i cztery w Londynie.

## Program koncertów
Akt 1: Forever Spice
- „Spice Up Your Life”
- „Something Kinda Funny”
- „Say You’ll Be There” (wstęp i pierwsza zwrotka w formie a capella)
- „Right Back At Ya” (wersja pop)
- „Step to Me”
- „Mama”
- „Too Much”
- „W.O.M.A.N.”
- „2 Become 1”

Akt 2: Supergirls
- „Stop”
- „Holler”
- „Who Do You Think You Are”
- „Wannabe” (remiks)
- „Goodbye”

Akt 3: It’s Christmas Encore
- „Viva Forever”
- Christmas Medley: „Merry Xmas Everybody”/”I Wish It Could Be Christmas Everyday”
- „Wannabe” (repryza)

## Lista koncertów
- 4, 5, 7 i 8 grudnia – Manchester, Manchester Evening News Arena
- 11, 12, 14 i 15 grudnia – Londyn, Earl’s Court Exhibition Arena

## Personel

### Spice Girls
- Emma Bunton – wokal
- Melanie Brown (lub Melanie Gulzar) – wokal
- Melanie Chisholm – wokal
- Victoria Beckham – wokal

### Zespół akompaniujący
- Simon Ellis – reżyser muzyki/keyboardy
- Michael Martin – keyboardy
- Paul Gendler – gitara
- John Thompson – gitara basowa
- Fergus Gerrand – perkusja

### Instrumenty dęte
- James Lynch – trąbka
- Mike Lovitt – trąbka
- Howard McGill – saksofon
- Winston Rollis – puzon

### Skrzypce
- Audrey Riler – aranżacja skrzypiec
- Chris Tomling – pierwsze skrzypce
- Greg Warren Wilson
- Richard George
- Anne Morffe
- Laura Melhewish
- Darren Morgan
- Helen Patterson

### Altówki
- Susan Dench
- Peter Coyller
- Bridget Carrie

### Wiolonczele
- Sophie Harris
- John Hayley

## Personel techniczny Spice Girls
- Richard Jones – menedżer tourneé
- Peter Barnes – producent koncertów, oświetlenie i scena
- Chris Vaugher – menedżer produkcji
- Ray Furze – inżynier dźwięku
- Darrin Henson i Melinda McKenna – choreografia